# Marika Krajniewska
 (juillet 2024).
Si vous disposez d'ouvrages ou d'articles de référence ou si vous connaissez des sites web de qualité traitant du thème abordé ici, merci de compléter l'article en donnant les références utiles à sa vérifiabilité et en les liant à la section « Notes et références ».
Marika Krajniewska (née le 2 novembre 1979 à Leningrad) est une écrivaine, journaliste et traductrice polonaise, fondatrice de la maison d'édition Papierowy Motyl.

## Biographie
Diplômé de philologie russe à l'Université Nicolas Copernic de Toruń, de l'École d'écriture créative de l'Académie polonaise des sciences et du programme d'écriture de scénarios pour l'adaptation des écrivains à l'École de cinéma de Varsovie . En 2009, elle ouvre sa propre maison d'édition Papierowy Motyl et la Fondation culturelle Papierowy Motyl. Elle collabore également à des productions cinématographiques et télévisuelles.
Dans le cadre des activités statutaires de la Fondation culturelle Papierowy Motyl, elle œuvre à promouvoir la littérature et la culture auprès des enfants et des jeunes .

## Prix et récompenses
En 2009 elle gagne le concours littéraire du magazine Pani et le concours littéraire du Centre Culturel d'Oświęcim. Elle a été nommée pour le prix littéraire Władysław Reymont pour le roman Zapach malin. Son roman Okno a passé la première étape de qualification pour le prix littéraire Angelus.

## Publications
- 2009 – Papierowy Motyl, Wydawnictwo Novae Res,   (ISBN 978-83-61194-17-0).
- 2010 – Zapach malin, Wydawnictwo Papierowy Motyl,   (ISBN 978-83-62222-00-1).
- 2010 – Era Kobiet (jako współautorka), Wydawnictwo Papierowy Motyl,   (ISBN 978-83-62222-05-6).
- 2010 – Za zakrętem, Wydawnictwo Papierowy Motyl,   (ISBN 978-83-62222-16-2).
- 2011 – Opowiadania przyprawione miłością (jako współautorka, Wydawnictwo Bramasole Public Relations & Publishing House),   (ISBN 978-83-92872-47-4)[1].
- 2011 – Pięć, Wydawnictwo Papierowy Motyl,   (ISBN 978-83-62222-29-2).
- 2013 – Okno, Wydawnictwo Papierowy Motyl,   (ISBN 978-83-62222-42-1).
- 2014 – 2014, Antologia współczesnych polskich opowiadań (jako współautorka, Wydawnictwo Forma),   (ISBN 978-83-63316-69-3)[2].
- 2015 – Kulminacje (jako współautorka), Wydawnictwo Wielka Litera,   (ISBN 978-83-8032-005-5).
- 2015 – Schronisko, Wydawnictwo Papierowy Motyl,   (ISBN 978-83-62222-84-1).
- 2016 – Białe noce, Wydawnictwo Papierowy Motyl,   (ISBN 978-83-65615-04-6).
- 2018 – Z serca do serca, notes kreatywny dla kobiet w ciąży, Wydawnictwo Papierowy Motyl,   (ISBN 978-83-65816-09-2).
- 2018 – Och, Elvis!, Wydawnictwo Czwarta Strona,   (ISBN 978-83-7976-950-6).
- 2019 – No, Asiu!, Wydawnictwo Czwarta Strona,   (ISBN 978-83-7976-105-0).
- 2020 – Papierowy motyl, wznowienie, Wydawnictwo Virtualo,   (ISBN 978-83-272-6608-8).
- 2020 – Radosna książka, opracowanie zbiorowe, Wydawnictwo Papierowy Motyl,   (ISBN 978-83-65816-33-7).
- 2020 – Antologia współczesnych polskich pisarzy, Wydawnictwo Forma
- 2020 – Przystań, Wydawnictwo Fundacji AVE,   (ISBN 978-83-66642-00-3).
- 2020 – Anielski puch, Wielka litera,   (ISBN 978-83-80324-05-3).
- 2021 – Prezydentka, Wydawnictwo Papierowy Motyl,   (ISBN 978-83-65816-55-9).

## Filmographie
Elle a réalisé le court métrage Głód, avec Piotr Głowacki, Mateusz Damięcki et Ewelina Szostkowa .